# Château de la Cour-au-Berruyer
Le château de la Cour au Berruyer est situé sur la commune de Cheillé, dans le département d'Indre-et-Loire.

## Historique
Le château doit son nom à ses premiers propriétaires. Philippe Berruyer est ainsi qualifié de seigneur de la Cour au Berruyer en 1170. À vocation défensive, un château fort est construit au XIIe siècle.
Les seigneurs sont : Jean Le Berruyer ; Jean II Le Berruyer ; Jean III Le Berruyer ; René Le Simple ; René II Le Simple ; René III Le Simple ; Albert Le Simple, seigneur de Beaulieu et du Plessis ; Urbain de Mondion ; Françoise Le Simple, veuve d'Urbain de Mondion et épouse en secondes noces de Claude de La Jaille, seigneur des Bellonières ; Jacques de Nuchèze, seigneur de Baudiment ; Charles-Joseph, comte de Rochefort, comte de Rochefort, seigneur de la Vollière, Talvois, Luçay-le-Male, Bois-Mortier, etc ; Dominique et François de Rochefort ; Charles-François de Rochefort, seigneur du Plessis-Metreaux ; Gabriel de Pierres des Épaux, seigneur de Villiers, capitaine au régiment de Champagne.
À la suite du décès de Louise-Élisabeth Vau de Rivière en 1822, le domaine passe à sa fille Léonie-Joséphine, baronne Dujon puis à sa petite-fille Mme de Monteynard. Il est ensuite acheté par la marquise de Ferry du Pommier.
Acquit par Suzanne du Buit, veuve d'Édouard Goüin et du comte Louis de Ségur-Lamoignon, il passe par héritage à son gendre, Jean Gradis puis au petit-fils de ce dernier, Patrice Leroy-Beaulieu.
Le monument fait l’objet d’une inscription au titre des monuments historiques depuis le 3 juin 1932 et d'un classement depuis le 13 juillet 1942.

## Galerie

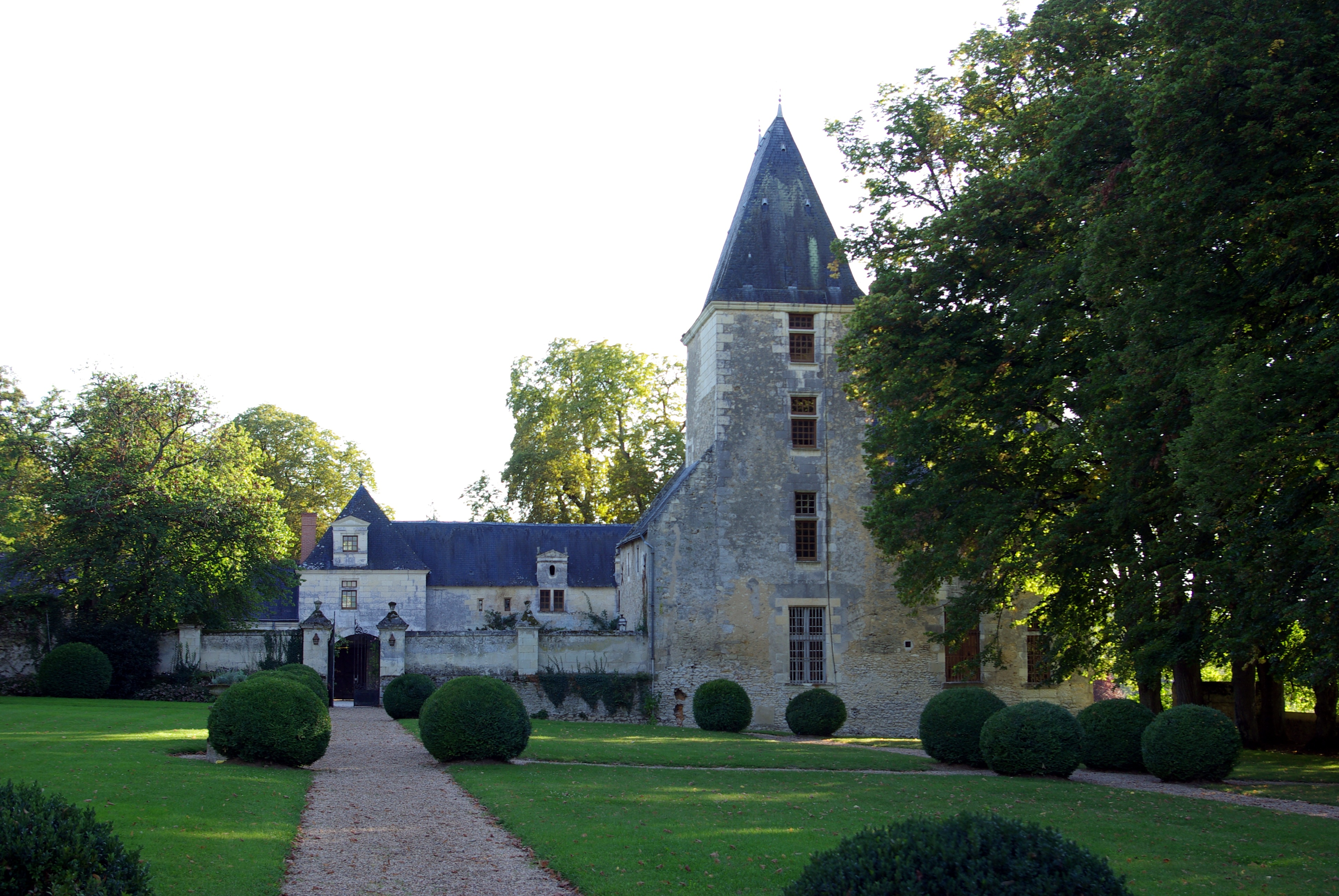